# Oficiul pentru Publicații al Uniunii Europene
Oficiul pentru Publicații al Uniunii Europene este un organism interinstituțional care are rolul de a asigura editarea publicațiilor elaborate de instituțiile Uniunii Europene, în conformitate cu Decizia 2009/496/CE, Euratom.
Oficiul pentru Publicații răspunde de apariția zilnică a Jurnalului Oficial al Uniunii Europene, în 22 de limbi (sau chiar în 23, când se impune și publicarea în limba irlandeză) - fenomen unic în lumea editorială. 
De asemenea, este editor sau coeditor al publicațiilor în contextul activităților de comunicare interinstituțională. 
Mai mult, Oficiul pentru Publicații pune la dispoziție diverse servicii on-line care oferă acces liber la informații privind legislația UE (EUR-Lex), publicațiile UE (EU Bookshop), contractele de achiziții publice ale UE (TED) și cercetarea și dezvoltarea în UE (CORDIS).